# Christian rock
Christian rock sau rock creștin, este o formă de muzică rock interpretată de muzicieni și formații ale căror membri sunt creștini, și-și concentrează versurile pe problemele vizate de religia creștină. Multe formații ce practică rock creștin au legături cu casele de discuri ale muzicii creștine, mass-media, precum și festivaluri, în timp ce alte trupe sunt independente. Stryper, P.O.D., Thousand Foot Krutch și Skillet se numără printre cele mai cunoscute trupe de rock creștin.